# Battaglia di Curtatone e Montanara
La battaglia di Curtatone e Montanara è un episodio della prima guerra d'indipendenza italiana. Ebbe luogo il 29 maggio 1848, quando le forze austriache di Josef Radetzky, uscendo da Mantova, tentarono l'aggiramento dell’esercito piemontese. Gli austriaci attaccarono il punto debole dello schieramento avanzato di Carlo Alberto di Savoia, costituito dalle posizioni dei contingenti toscano e napoletano fra i due paesi di Curtatone e Montanara (oggi frazione di Curtatone).
Lo schieramento avanzato italiano fu sopraffatto, ma la sua strenua resistenza consentì all’esercito piemontese di organizzarsi ed evitare l’aggiramento, battendo poi gli austriaci nella battaglia di Goito che costituisce il proseguimento dello scontro di Curtatone e Montanara.

## Dalla battaglia di Santa Lucia a Curtatone
Dopo la lenta avanzata nel Regno Lombardo-Veneto austriaco, l’esercito piemontese di Carlo Alberto di Savoia fu fermato dagli austriaci del generale Josef Radetzky di fronte a Verona il 6 maggio 1848 nella battaglia di Santa Lucia.
Dopo questo scontro ci fu quasi un mese di stasi. Da parte piemontese l’unica vera operazione fu quella dell’assedio di Peschiera che era rimasta isolata dal grosso dell’esercito austriaco. Una brigata piemontese bloccava gli accessi alla piazzaforte e il resto dell’esercito, disposto a semicerchio dal Lago di Garda a Villafranca, proteggeva l’assedio. Più a sud, una piccola divisione del Granducato di Toscana comandata dal generale Cesare De Laugier de Bellecour fronteggiava Mantova, affiancata da due esili battaglioni del Regno delle Due Sicilie. Di questi uno era costituito da volontari e l’altro apparteneva al 10º Reggimento di fanteria «Abruzzo» del colonnello Giovanni Rodriguez (1789-1863). Questo fu l’unico reparto regolare napoletano a partecipare alla battaglia. Re Ferdinando II di Borbone, infatti, aveva rinunciato a sostenere Carlo Alberto e aveva diramato l’ordine di ritirata. Un altro piccolo battaglione napoletano dello stesso reggimento era a Goito.
Ma il collegamento delle forze di Carlo Alberto con il Veneto, dove avanzavano i rinforzi austriaci del generale Laval Nugent provenienti dall’Isonzo, era carente. Importante, infatti, sarebbe stato un collegamento con le due divisioni pontificie (una di volontari del generale Andrea Ferrari e l’altra di regolari di Giovanni Durando) che operavano in Veneto contro l’Austria. Sarebbe stato anche importante raccogliere e riordinare i volontari veneti e dell’Italia centrale. A questo scopo il comando piemontese discusse di inviare in Veneto una brigata che avrebbe potuto organizzare la resistenza alle truppe di Neugent, ma anche avviare una ripresa dell’iniziativa italiana. Il progetto fu però scartato, né l'esempio degli austriaci nella battaglia di Santa Lucia servì ai piemontesi come insegnamento su come sfruttare il terreno a difesa: poco al riguardo fu fatto sia sul semicerchio fra il Garda e Villafranca, sia davanti a Mantova. Anche perché lo scarso materiale e il personale specializzato del Genio era impegnato nell’assedio di Peschiera.

### L’assedio piemontese di Peschiera
Di fronte a Peschiera, dopo un ritardo causato dal terreno fangoso per il maltempo, il 18 maggio 1848 i cannoni piemontesi iniziarono a fare fuoco sulla piazzaforte austriaca. Pochi giorni dopo, però, il 21 maggio, le forze austriache di Neugent, che intanto si era ammalato ed era stato sostituito da Georg Thurn Valsassina (1788-1866), si unirono a Verona con quelle di Radetzky. Quest’ultimo aveva ora a disposizione non più due ma tre corpi d’armata. Dopo alcuni giorni d'assedio, il 26 maggio, Carlo Alberto intimò la resa di Peschiera, ma il generale austriaco Joseph von Rath (1772-1852) che teneva la piazza decise di prendere tempo; nonostante difettasse di viveri, infatti, egli sapeva che Radetzky stava per correre in suo aiuto.

### Le manovre preliminari austriache

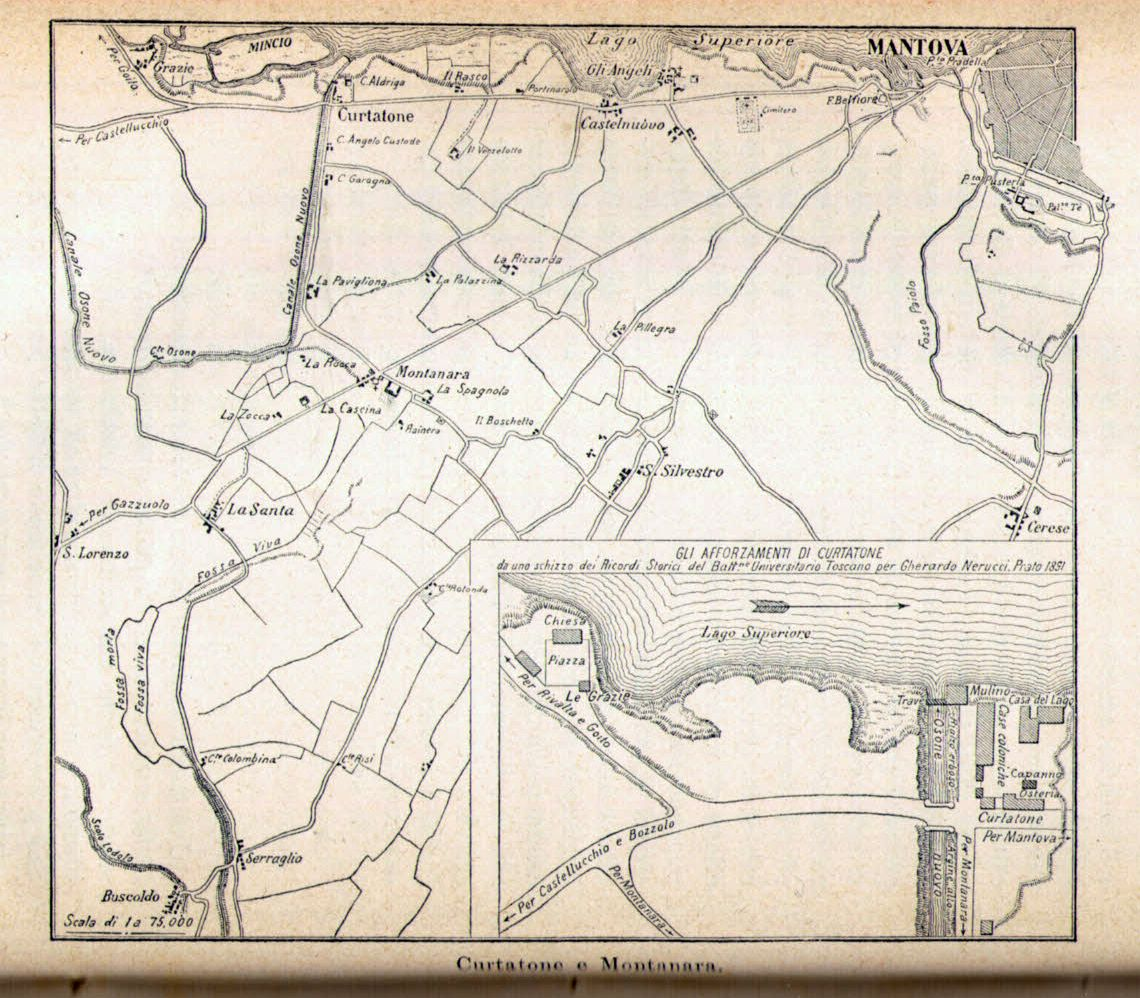
La zona della battaglia. In alto a destra Mantova, in alto a sinistra Curtatone e ancora più a sinistra (ma meglio nel riquadro in basso) la località “Le Grazie” e le due strade per Goito e Castellucchio. Al centro Montanara e in basso a sinistra Buscoldo.

Al contrario di ciò che riteneva il comando piemontese, il piano di Radetzky non prevedeva una manovra frontale sulla strada Verona-Peschiera, ma un aggiramento da Mantova verso nord, che se fosse riuscito avrebbe non solo liberato Peschiera dall’assedio, ma anche intrappolato buona parte dell’esercito piemontese sul Mincio e posto fine alla guerra. Uscita dalle mura di Verona la sera del 27 maggio 1848 con destinazione Mantova, l’armata austriaca era composta da 43 battaglioni di fanteria, 54 squadroni di cavalleria e 151 cannoni. Nella notte le tre colonne di Radetzky completarono il loro trasferimento a Mantova e si prepararono ad attaccare le posizioni toscane e napoletane. L'azione era prevista per il giorno dopo presso i due villaggi di Curtatone e Montanara (oggi frazione di Curtatone).

## Le forze in campo

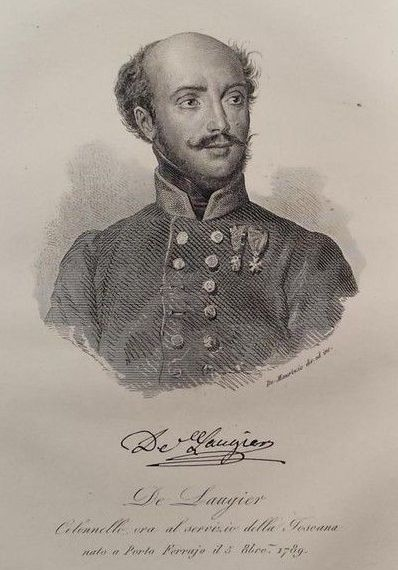
Il comando della divisione toscana davanti a Mantova era affidato al generale Cesare De Laugier de Bellecour.

La mattina del 29 maggio 1848 ebbe inizio il movimento offensivo delle truppe austriache uscite da Mantova in tre colonne:
- La colonna di destra partita alle 8 da località Belfiore contro Curtatone comandata da Felix Schwarzenberg  e composta dalla brigata di Ludwig von Benedek e da quella di Ludwig von Wohlgemuth (9 battaglioni e uno squadrone di cavalleria) con 24 cannoni, per un totale di 8 600 fanti.
- La colonna di sinistra partita alle 8 da Porta Pradella contro Montanara comandata da Karl Schwarzenberg e composta dalle brigate di Eduard Clam-Gallas (1805-1891) e di Julius Cäsar von Strassoldo (5 battaglioni e uno squadrone di cavalleria) con 22 cannoni, per un totale di 4 000 uomini di fanteria.
- La colonna aggirante all’estrema sinistra partita alle 9 da Porta Pradella comandata da Franz Joachim von und zu Liechtenstein per la strada di Buscoldo (5 battaglioni e ½ squadrone di cavalleria) con 6 cannoni per un totale di 4 300 fanti.

In tutto, quindi, 19 battaglioni di fanteria, 2 squadroni e ½ di cavalleria e 52 pezzi d’artiglieria: almeno 20 000 austriaci contro 5 400 fra toscani e napoletani, con un piccolo squadrone di cavalleria e 9 cannoni comandati da De Laugier de Bellecour.
Inoltre, i due villaggi che gli italiani avevano scelto per resistere, quello di Curtatone e quello di Montanara, erano difesi in modo insufficiente. Né era stata approntata una linea di collegamento lungo i due chilometri e mezzo che distanziavano i due borghi. Per di più gli italiani erano ostacolati nelle manovre, alle loro spalle, dal fosso del canale Osone. I difensori contavano quindi su 2 500 uomini (di cui 300 volontari napoletani) a Curtatone agli ordini del colonnello piemontese Giovanni Campia, e 2 300 uomini (di cui 300 regolari napoletani) a Montanara, comandati dal tenente colonnello lucchese Giuseppe Giovannetti. In riserva, due piccole compagnie di granatieri, il battaglione di universitari (270 uomini) e lo squadrone di cavalleria (100 cavalleggeri) di stanza in località Le Grazie, presso il santuario della Vergine delle Grazie a ovest di Curtatone, mentre un battaglione della guardia civica fiorentina era disseminato fra Curtatone e Goito.

## Lo scontro

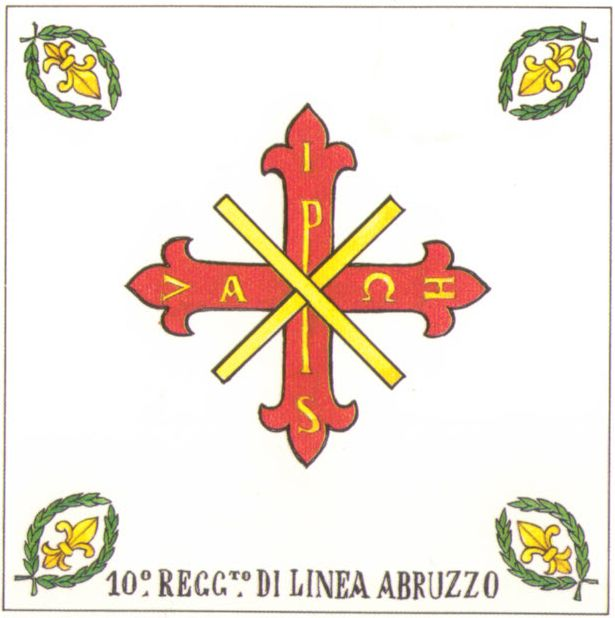
Bandiera del 10º Reggimento Fanteria di Linea «Abruzzo» napoletano, che partecipò allo scontro con un battaglione

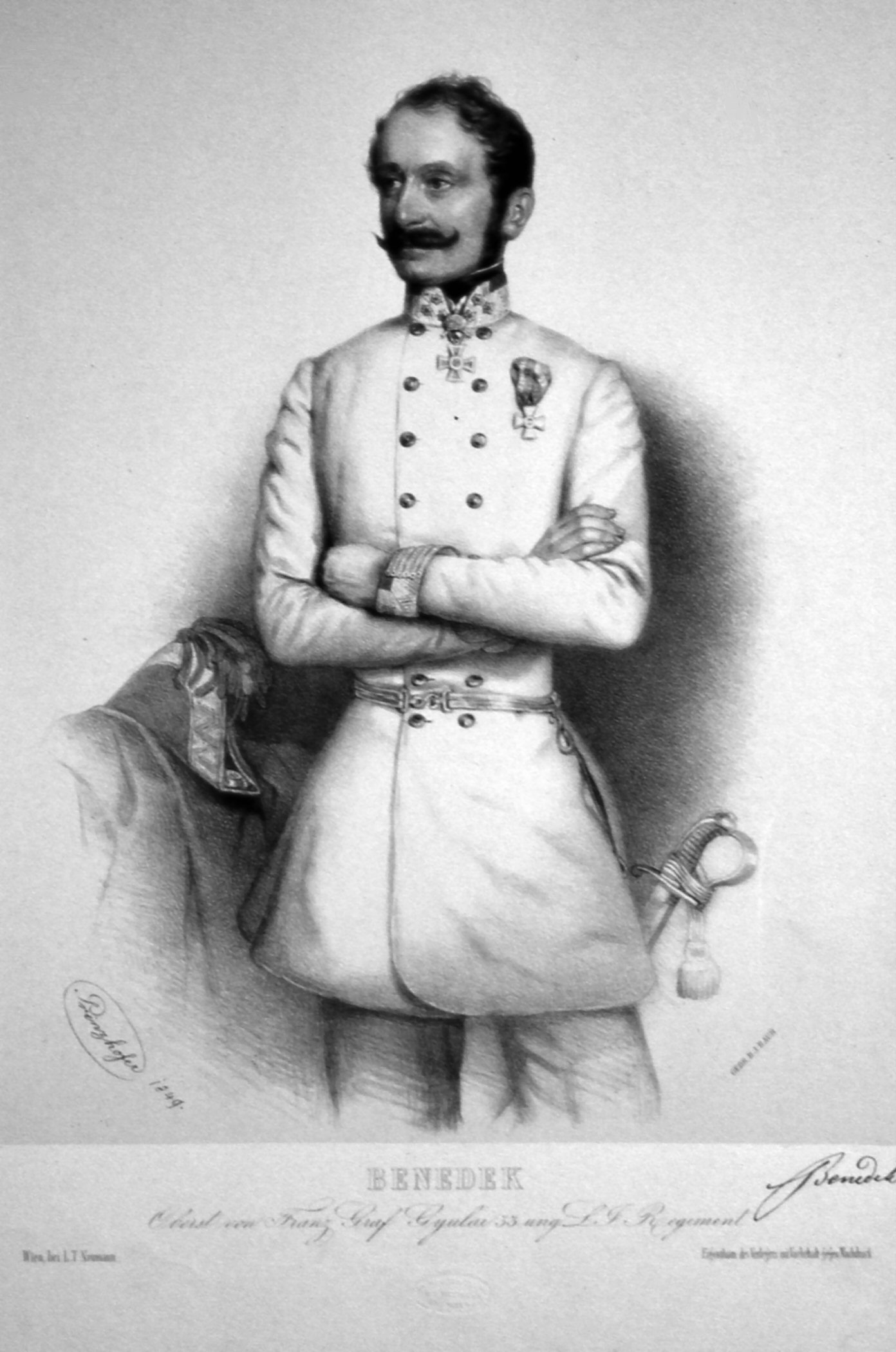
Alla brigata del colonnello austriaco Ludwig von Benedek fu affidato il compito dell’attacco principale alle postazioni italiane

Mancando un servizio d'informazioni piemontese, verso le 12 del 28 maggio 1848 il comandante dell’esercito di Carlo Alberto, il generale Eusebio Bava, aveva avuto notizia della manovra austriaca da patrioti locali. Nonostante ciò, i comandi piemontesi rimasero scettici e solo all’alba del 29 furono messe in movimento le prime truppe. Si trattava però di un’unica divisione sulle 5 dell’esercito piemontese, mentre la divisione toscana aveva l’ordine di difendersi resistendo sul posto, per poi, eventualmente, ripiegare su Goito e Volta, ma solo quando sarebbe stato impossibile reggere al nemico.

### L’attacco austriaco
L’attacco principale austriaco fu sferrato a Curtatone verso le 10,30 del 29 maggio 1848. Si trattava degli uomini della brigata del colonnello Benedek. Fu un assalto frontale e, senza l’appoggio dell’artiglieria, non ebbe successo. Solo dopo le 13 i 12 cannoni austriaci furono pronti a entrare in azione. A loro si opponevano 3 cannoni toscani, di cui uno andò subito in avaria. Ultimata l’azione dell’artiglieria, l’attacco austriaco fu rinnovato e ancora respinto. Ci fu allora un nuovo cannoneggiamento e un terzo attacco austriaco con manovra aggirante. A Montanara fra le 13 e le 14 la linea italiana avanzata si ritirò, concentrando la difesa sulle case del villaggio che erano state rinforzate alla meglio. Dopo le 14 l’attacco austriaco si rinnovò a Curtatone: fermato al centro, si sviluppò ai lati. Sulla sinistra dello schieramento italiano venne mandato il battaglione di riserva degli studenti toscani, mentre sulla destra civici lucchesi e volontari napoletani resistettero tenacemente, per poi ripiegare combattendo.

### Gli italiani vengono sopraffatti

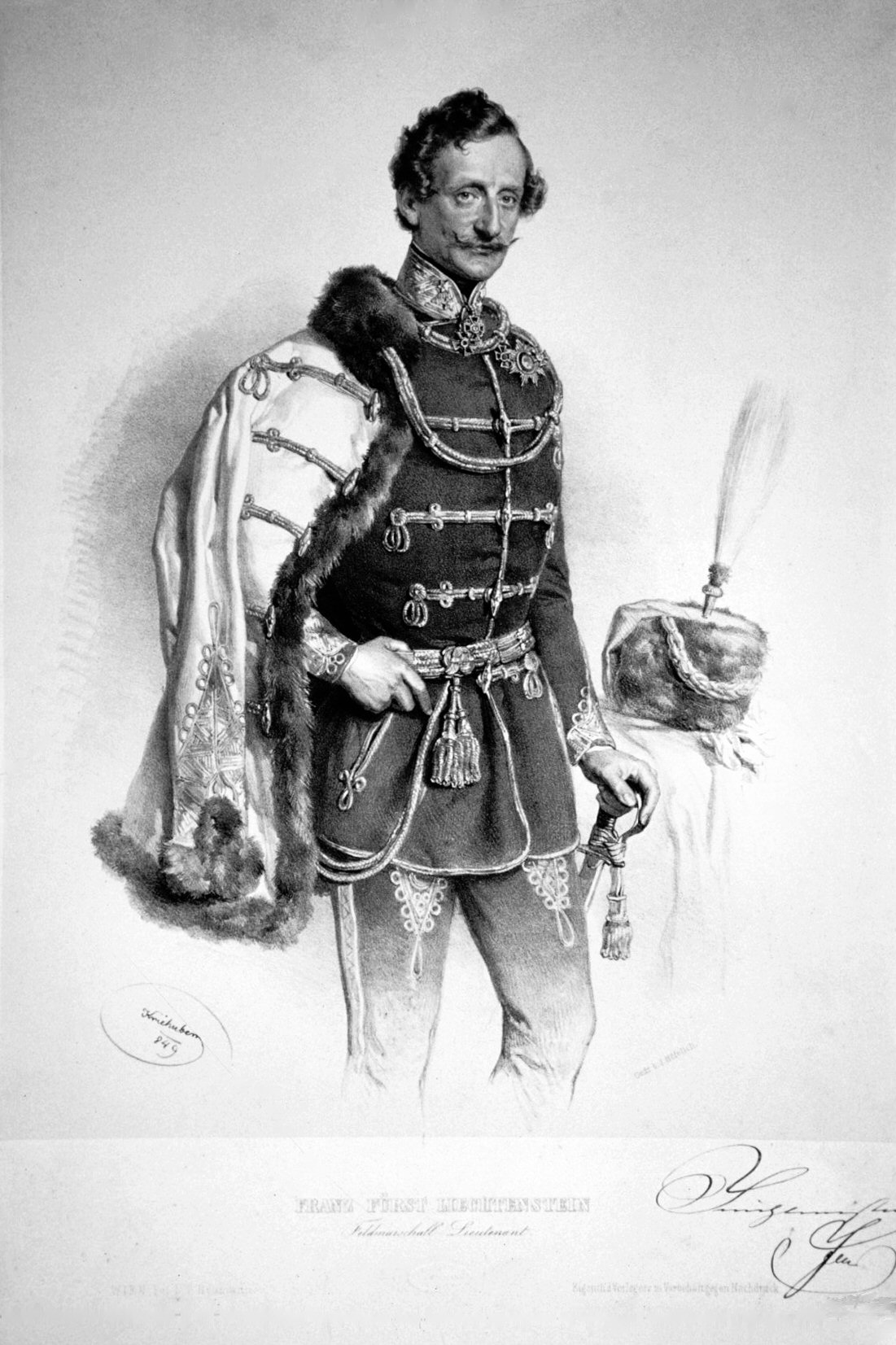
La manovra avvolgente della colonna del generale Liechtenstein mise in crisi la linea difensiva italiana a Montanara

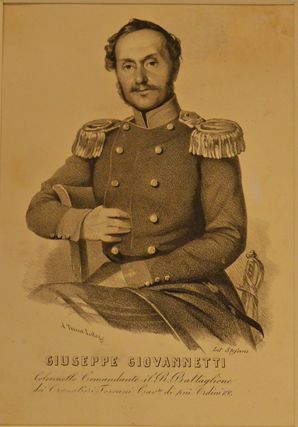
Il colonnello lucchese Giuseppe Giovannetti fu il comandante delle truppe tosco-napoletane a Montanara

Ma ormai tanto a Curtatone che a Montanara le posizioni italiane erano minacciate di aggiramento e dopo le 16, quando la battaglia durava ormai da sei ore, il generale De Laugier ordinò per tutti il ripiegamento. La ritirata iniziò dal lato di Curtatone, dove toscani e napoletani si difendevano per impedire di essere tagliati fuori. In questa occasione cadde gravemente ferito il federalista toscano Giuseppe Montanelli. Quasi tutti i difensori di Curtatone, comunque, riuscirono verso le 17 a riparare al santuario della Vergine delle Grazie, da dove procedettero verso Goito, giungendovi di notte.
A Montanara, intanto, sulla destra la manovra di accerchiamento della colonna austriaca del principe Liechtenstein, fronteggiata anche dai regolari napoletani, si era fatta sempre più pericolosa. Giunto l’ordine di ritirata, questa si compì con ordine; ma i toscani fuori dal paese trovarono la strada sbarrata dagli austriaci. Giovannetti cercò allora di aprirsi un varco e poi voltò per il santuario della Vergine delle Grazie, dove incontrò la cavalleria austriaca proveniente da Curtatone. Riuscì, tuttavia, a prendere la strada per Castellucchio e a raggiungere Marcaria, ma con metà soltanto dei suoi uomini.
La resistenza italiana era stata oltremodo tenace. Il generale austriaco Karl Schönhals scrisse che «contro ogni aspettazione i toscani fecero testa […], si difesero con grande valore». Da un esame degli episodi della giornata si può rilevare che, nella generale bravura di tutte le forze italiane coinvolte, emersero i volontari livornesi, gli studenti universitari pisani e senesi, le guardie civiche lucchesi, i granatieri e gli artiglieri toscani, l’intero battaglione dei volontari napoletani e le quattro compagnie del 2º Battaglione del 10º Reggimento Fanteria di Linea «Abruzzo» napoletano.

## Perdite e conclusioni
I contingenti toscani e napoletani lamentarono su 5 400 uomini, 166 morti e 518 feriti, una percentuale abbastanza alta che mostra l’intensità dello scontro, 1 178 prigionieri e 4 cannoni perduti: in tutto 1 862 perdite, poco meno di un terzo della forza complessiva. Gli austriaci ebbero 95 morti, 516 feriti e 178 dispersi; perdite assai maggiori che nella precedente battaglia di Santa Lucia che pure era stata per loro la più sanguinosa fino a quel momento della guerra.
Gli italiani furono sconfitti, ma la loro strenua resistenza consentì all’esercito piemontese di organizzarsi ed evitare l’aggiramento battendo poi gli austriaci nella successiva battaglia di Goito che costituisce il proseguimento dello scontro di Curtatone e Montanara. 

## L’influenza culturale
La regata universitaria Pisa-Pavia è una delle più antiche gare di canottaggio d'Europa, seconda solo alla regata Oxford-Cambridge. La prima edizione si è svolta nel 1929 e da allora si svolge ogni anno, per commemorare gli studenti pavesi e pisani che parteciparono a questa battaglia.
Il 29 maggio 1948, in occasione del centenario della battaglia, fu concessa alla bandiera del Battaglione toscano la Medaglia d'oro al valor militare.
Nel film "FF.SS." - Cioè: "...che mi hai portato a fare sopra a Posillipo se non mi vuoi più bene?" diretto da Renzo Arbore nel 1983 vi sono due personaggi che si chiamano Curtatone (interpretato da Gigi Proietti) e Montanara (interpretato da Dino Cassio).
Il 29 maggio 2011, nel 150° dell'Unità d'Italia, l'amministrazione comunale di Curtatone ha conferito la cittadinanza onoraria all'Università di Pisa e all'Università degli Studi di Siena a perenne riconoscimento dei loro studenti e professori combattenti nella battaglia di Curtatone e Montanara.